# Sossusvlei
Sossusvlei je solná pláň v Namibii. Leží v regionu Hardap na území národního parku Namib-Naukluft, nejbližším sídlem je Sesriem. Sossusvlei je součástí památky Světového dědictví Namibijské písečné moře, vyhlášené v roce 2013. Název je odvozen z namského slova sossus (odkud není návratu) a nizozemského vlei (proláklina).
Do bezodtoké pánve ústí řeka Tsauchab, v níž však protéká voda jen po velkých deštích. Tehdy se pláň promění v jezero, tekutina se však v horku brzy vypaří a zůstane solný nálet. Naposledy se Sossusvlei naplnila vodou v roce 1997.
Průměrná roční teplota v oblasti je 24 °C s výraznými rozdíly mezi nocí a dnem. Zaznamenané teplotní rekordy činí +40,6 °C a –2,3 °C. Ročně zde spadne 104 mm srážek.
Sossusvlei obklopuje množství písečných dun, které jsou díky vysokému obsahu železa zbarveny do oranžova a kontrastují s bílým povrchem solné pláně. Největší dunou je Big Daddy, vysoký 325 metrů. Východní větry sem přinášejí písek až z Kalahari. Vegetaci tvoří naras bodlinatý a akácie Vachellia erioloba. Nachází se zde mnoho uschlých stromů, které se v pouštním klimatu nerozkládají.
Žije zde přímorožec jihoafrický, antilopa skákavá, zlatokrt Grantův, zmije zakrslá a pštros dvouprstý. Příkladem adaptace na pouštní podmínky je brouk Stenocara gracilipes, který dokáže na krovkách kondenzovat vodu z ranní mlhy.
Sossusvlei je spolu se sousední menší plání Deadvlei a oblastí „zkamenělých dun“ nejpopulárnější turistickou atrakcí Namibie. Vede k němu asfaltová silnice a podnikají se lety nad pouští v letadle nebo horkovzdušném balónu. Natáčely se zde filmy Cela a Ocelový meč.